# Mik Cosentino
Michele Leonardo Antonio Cosentino (Milano, 27 novembre 1986) è un ex nuotatore italiano.

## Biografia
Michele Cosentino noto come Mik Cosentino è un ex nuotatore professionista della Nazionale Italiana. Michele è nato a Milano nel 1986, ha vissuto a Roma dal 2010 al 2019, quando si è trasferito a Dubai. Lascia la carriera agonistica nel 2016; dal 2018, si occupa di consulenze nel settore del marketing e del business on line.

## Vita privata
Il 5 luglio 2019 Michele Cosentino si è sposato a Ostuni con l'ex nuotatrice Valentina Zonno.

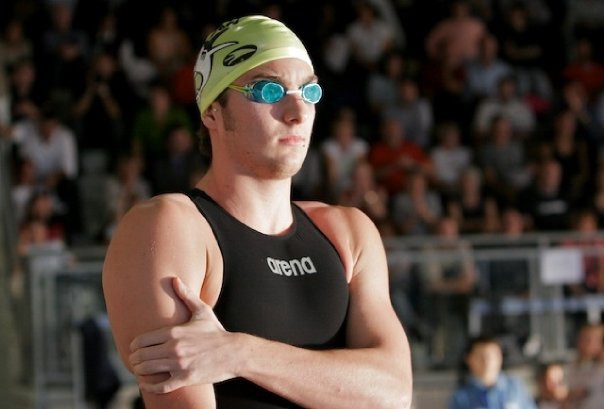
Mik Cosentino prima della qualifica per gli Europei Eindhoven 2008 (Riccione, 2007)

## Carriera
Michele Cosentino inizia a nuotare fin da bambino, l'altra sua passione è il ballo (vince il Campionato del Mondo under 15 per due volte consecutive nella disciplina dello Swing e del Mixing Blues). Dopo le prime qualificazioni nelle gare di nuoto, si dedica alla carriera di nuotatore. Nel 2005 viene convocato per la prima volta in Nazionale Assoluta per i Campionati Europei di Trieste e nel dicembre del 2006 vince per la prima volta un titolo nazionale Italiano assoluto ai Campionati Italiani a Livorno, a cui segue la prima convocazione in Nazionale Italiana.
Nel 2007 riconferma il titolo Italiano e arriva la convocazione con la Nazionale per le XXIV Universiadi (Bangkok, 2007) dove vince un bronzo nella staffetta 4x200 stile libero. Sempre nel 2007 si qualifica per i campionati Europei di Eindhoven 2008. Poco prima di partecipare si infortuna all'anca durante l'allenamento. Partecipa comunque finendo in undicesima posizione (di fatto, decima per la successiva squalifica per doping di Joannis Drimonakos). Durante la finale dei campionati Italiani estivi assoluti di Pescara 2009, Michele vince il titolo italiano con un nuovo record (1’56’97). Con il Ct Alberto Castagnetti partecipa ai campionati U.S. OPEN a Seattle 2009 vincendo un bronzo nei 200 farfalla. Nel 2010 si trasferisce a Roma firmando un contratto con il Circolo Canottieri Aniene con cui rimase, partecipando a diverse competizioni, fino a fine carriera nel 2016.

## Palmarès
| Campionati Italiani Assoluti  | 4×200 m stile libero | 200 Farfalla     |
| Livorno 2006                  | ---                  | Oro 1’59”67      |
| Riccione 2007                 | ---                  | Oro 1’57”72      |
| Livorno 2008                  | ---                  | Argento 1’59”49  |
| Spresiano 2008                | Bronzo 7’22”64       | ---              |
| Genova 2008                   | ---                  | Bronzo 1’55”73   |
| Pescara 2009                  | ---                  | Oro 1'56"97      |
| Riccione 2014                 | Oro 7’16”16          | Bronzo 1’58”49   |
| Riccione 2015                 | Oro 7’20”45          | ---              |
| Universiadi                   | 4×200 m stile libero | 200 Farfalla     |
| XXIV Universiade 2007 Bangkok | Bronzo 7’17”93       | 7º posto 1’58”58 |
| U.s. Open 2009                | ---                  | Bronzo 1’58”49   |

## Riconoscimenti
Comitato Olimpico Nazionale:
- 2009, Medaglia di Bronzo al valore Atletico - Campione Italiano Staffetta 4 X 200m Stile Libero.
- 2015, Medaglia di Bronzo al valore Atletico - Campione Italiano 200m Farfalla[14].